# Oakland (Misisipi)
Oakland es un pueblo del Condado de Yalobusha, Misisipi, Estados Unidos. Según el censo de 2000 tenía una población de 586 habitantes y una densidad de población de 158.2 hab/km².

## Demografía
Según el censo de 2000, había 586 personas, 222 hogares y 132 familias residiendo en la localidad. La densidad de población era de 158,2 hab./km². Había 238 viviendas con una densidad media de 64,3 viviendas/km². El 23,72% de los habitantes eran blancos, el 75,94% afroamericanos, el 0,17% amerindios y el 0,17% pertenecía a dos o más razas. El 1,37% de la población eran hispanos o latinos de cualquier raza.
Según el censo, de los 222 hogares en el 28,4% había menores de 18 años, el 28,4% pertenecía a parejas casadas, el 24,8% tenía a una mujer como cabeza de familia y el 40,1% no eran familias. El 36,5% de los hogares estaba compuesto por un único individuo y el 16,7% pertenecía a alguien mayor de 65 años viviendo solo. El tamaño promedio de los hogares era de 2,64 personas y el de las familias de 3,57.
La población estaba distribuida en un 30,0% de habitantes menores de 18 años, un 9,7% entre 18 y 24 años, un 29,2% de 25 a 44, un 19,1% de 45 a 64 y un 11,9% de 65 años o mayores. La media de edad era 33 años. Por cada 100 mujeres había 93,4 hombres. Por cada 100 mujeres de 18 años o más, había 85,5 hombres.
Los ingresos medios por hogar en la localidad eran de 17.431 dólares ($) y los ingresos medios por familia eran 19.286 $. Los hombres tenían unos ingresos medios de 27.222 $ frente a los 17.083 $ para las mujeres. La renta per cápita para la ciudad era de 7.898 $. El 53,7% de la población y el 49,2% de las familias estaban por debajo del umbral de pobreza. El 66,5% de los menores de 18 años y el 58,1% de los habitantes de 65 años o más vivían por debajo del umbral de pobreza.

## Geografía
Según la Oficina del Censo de los Estados Unidos, la localidad tiene un área total de 3,7 km², todos ellos correspondientes a tierra firme.